# 坎波纳拉亚
坎波纳拉亚（西班牙語：Camponaraya）是西班牙卡斯蒂利亚-莱昂莱昂省的一个市镇。 总面积29平方公里，2001年普查人口總數為3333人，人口密度為每平方公里15人。